# Spam and Open Relay Blocking System

Spam and Open Relay Blocking System (SORBS) est une liste noire de DNS (DNSBL) qui sont, à divers niveaux, soupçonnés ou susceptibles d'envoyer ou de relayer des spams. L'accès à la liste est gratuit. La liste contient les adresses de plus de douze millions de serveurs connus pour envoyer des pourriels. La liste contient aussi les adresses de serveurs ayant des adresses IP allouées dynamiquement.

## Histoire
La liste noire a été créée en novembre 2002. Elle est demeurée privée jusqu'au 6 janvier 2003, moment où elle est devenue publique et accessible gratuitement.
En novembre 2009, la liste a été acquise par GFI Software qui voulait l'utiliser pour améliorer ses algorithmes de filtrage de pourriels. En juillet 2011, la liste a été vendue à Proofpoint.

## Critiques

### Pots de miel pour pourriels
Les adresses IP qui envoient des pourriels aux pots de miel pour pourriels de SORBS sont ajoutées à la liste noire des émetteurs de pourriels. Pour ne pas être placés sur cette liste noire, les webmails gratuits comme Gmail, Yahoo et Hotmail, ainsi que les fournisseurs d'accès à Internet majeurs ont implanté des filtres pour bloquer les pourriels sortants. Par contre, les plus petits fournisseurs, qui parfois n'ont pas implanté de tels filtres, peuvent se retrouver accidentellement sur la liste noire.
Pour prévenir l'envoi de pourriels par des ordinateurs infectés par des virus, les fournisseurs d'accès à Internet bloquent souvent le port 25 pour empêcher un ordinateur d'envoyer des courriels autrement qu'à travers un serveur de messagerie légitime.

### Listes préventives
SORBS maintient des listes de réseaux et d'adresses qu'il croit être assignés dynamiquement à des utilisateurs ou des machines. Il donne à cette liste le nom de « DUHL » (pour « Dynamic User and Host List »). Cette liste inclut des plages d'adresses IP allouées dynamiquement à des connexions Internet commutées ou sans fil et de larges réseaux qui partagent la même adresse IP à travers network address translation (ou NAT, traduction d'adresses de réseau). Si un utilisateur d'une liste émet des pourriels, SORBS bloque la liste correspondante et plusieurs utilisateurs innocents sont affectés. Les serveurs de messagerie importants ne sont pas affectés par le blocage de listes préventives, car ils se trouvent dans des centres de données disposant de leurs propres adresses statiques. Les utilisateurs affectés sont principalement des hobbyists opérant un petit serveur de messagerie sur leur ordinateur personnel.